# Фрунзенское (Иссык-Кульская область)
Фрунзенское (кирг. Фрунзе) — село в Тюпском районе Иссык-Кульской области Кыргызстана. Входит в состав Ак-Булунского аильного округа. Код СОАТЕ — 41702 225 873 03 0.

## Население
По данным переписи 2009 года в селе проживало 846 человек.
По данным переписи 2022 года в селе проживало 979 человек.